# Branimir Souček
Branimir Souček (Brod na Savi, 3. ožujka 1942. – 25. kolovoza 2009.) bio je hrvatski i austrijski novinar.
Srednju školu je pohađao u Crikvenici, gdje je 1961. maturirao na gimnaziji. Nakon toga je otišao studirati njemački jezik i pravo u Zagrebu, gdje je boravio od 1961. do 1964. godine. Zbog političkih razloga je otišao u Austriju. Ondje je nastavio studirati u Innsbrucku. Diplomirao je 1970. godine gospodarske znanosti. Bio je asistent u Institutu za gospodarsku politiku i promet Sveučilišta u Innsbrucku. Asistent je postao još 1968. godine, prije nego što je diplomirao, a na tom je mjestu bio do 1972. godine. 
Iste godine je otišao s fakulteta i idućih je 13 godina radio u austrijskim tiskovinama, gdje je uređivao rubrike za gospodarstvo, unutarnju i vanjsku politiku: u Neue Voralberger Tageszeitungu, Die Presseu, Kurieru, katoličkom političkom tjedniku Präsentu itd. 1986. godine prelazi u izdavaštvo. Do 1988. godine je bio urednikom izdavačkog poduzeća "Kulturverlag". U tom je razdoblju izdao veći broj knjiga s gospodarskim i političkim sadržajem. 1989. godine je prešao u Brenner-Autobahn AG, gdje je do 1991. godine bio pročelnikom za odnose s javnošću i osoba odgovorna za javni rad. Poslije toga, od 1991. do 1992. godine bio je Vjesnikov i HRT-ov dopisnik iz Austrije. 
Tih je godina pisao kritičarski o stvarima o Hrvatskoj i ondašnjem vodstvu, čime si je prekrižio svoj status inozemnog dopisnika. 2000-ih je pisao za Hrvatsko slovo te za internetske novine AMAC-a te na raznim portalima.
Osim toga, dugo se vremena bavio pregledavanjem hrvatske opće i nacionalne enciklopedije. Rezultate svojih pregleda je objavio u tridesetak nastavaka, razvrstanih po temama, ukazujući na mnoštvo netočnosti te formalnih i sadržajnih grješaka.
Iz vremena njegova rada u dioničkom društvu brennerske autoceste, Hrvatskoj je objavio svoja iskustva u kojoj je upozorio da je dobro za Hrvatsku da kroz nju ne idu nikakvi europski cestovni koridori, niti da se vrše pritisci na nju da izgradi cestu, jer izravna i neizravna gospodarske šteta znatno nadilazi koristi od tih cestovnih prometnica. Okolnosti je opisao kako su u Tirolu zapomagali 1960-ih jer su strahovali (političari i gospodarstvenici, ponajviše prijevoznici) da će ostati zaobiđeni i izolirani, jer su Švicarci planirali graditi ceste preko Alpa, a vlasti autocestu iz Beča preko Villacha prema Italiji. Naposljetku je sagrađena kroz Tirol. U svemu tome su profitirali prijevoznici, za razliku od Tirolaca: došlo je mnoštvo prometala, s njim zagađenje, buka, smrad, ugrožavanje okoliša i čovjeka u najvećoj mjeri. No okolnosti su se promijenile tijekom desetljeća, jer je željeznički promet kroz Tirol ostao isti, dok se je cestovni učetverostručio. Ekološka opterećenja su postala nepodnošljiva, jer ni zaštitni zidovi, ni brzinska ograničenja ni zabrana olova u gorivu nije pomogla, niti "tihi teretnjaci": upozorenja od opasna prizemna ozona u dolinama uz autocestu su postala sve učestalijima, magla i ispušni plinovi stvaraju smog, a ni vedro vrijeme ne pomaže, jer ispušni prometni plinovi oksidiraju na suncu, pa su stanovnici i onda zamoljavani neka ostaju u zatvorenom. Suvremena prometala mogu voziti i dulje bez zaustavljanja, pa su tako nestali i turistički prihodi od zaustavljanja i prihodi od nalijevanja goriva. Ni ekobonovi nisu pomogli. Tako je austrijsko iskustvo pokazalo da bolje ceste su samo privlačile veći promet od kojeg zemlja kroz koju se vozi dobije samo ispušne plinove, a istovremeno povlači za sobom sve učestaliju potrebu obnove i održavanja kolnika te čišćenja snijega; za pokriti troške, cestarina za teretnjake bi morala biti 2800 puta veća od cestarine za osobna vozila. Iz istih se razloga protivio izgradnji vrlo prometnih cesta preko krajeva bogatih pitkom vodom. Švicarska je profitirala, jer je ograničila promet vozilima težim od 28 t, pa ako teret ne pođe željeznicom, čak i iz Stuttgarta teretnjaci onda idu za Milano. Kad je Austrija ušla u EU, nije više mogla smanjiti promet tranzitnim ugovorom s EU, jer kad je Austrija ušla u EU, ugovor nije više vrijedio u najvažnijim odrednicama, EU se ne drži dogovorenoga, a Austriji se još prijeti novim mjerama ako povisi cestarine, što je sve skupa rezultiralo da su svi stanovnici sve češće blokirali sve cestovne prometnice, a taj europski koridor br. 1 je rezultirao i prvom tužbom jedne članice EU protiv Europske komisije.
Kad je krenula velikosrpska agresija na Hrvatsku, osim vojnog, ta je agresija imala i propagandističko krilo. U to krilo su spadali velikosrpski ekspanzionisti, zatim pristaše očuvanja/vraćanja Jugoslavije i njihovi pristaše među Nijemcima i Austrijancima. Poznat je slučaj austro-njemačkog književnika Petera Handkea koji je objavio knjigu Gerechtigkeit für Serbien (Pravednost za Srbiju). Pravi odgovor od strane hrvatskih intelektualaca i diplomacije nije se pojavio, sve do brošure koju je za njemačko čitateljstvo napisao Branimir Souček.
Pored toga, Souček je napisao djelo temeljem kojeg su Hrvati doseljenici mogli tražiti status priznate manjine u Austriji. To je bila jedna studiju o hrvatskim kulturnim aktivnostima zadnje stoljeće i nešto godina kojim je dokazao da su hrvatske udruge neprekidno radile.
Godine 2001. se aktivirao u novom polju, novoj glazbi. Tako je bio aktivnim članom TICOM-a, udruženja za novu glazbu u Tirolu.
Polučio je veliki uspjeh s Osorskim križnim putem: zamisao se sastojala u tome da 14 europskih skladatelja sklada po jednu skladbu, pri čemu bi nadahnuće predstavljale po jedna od slika 14 slikara osorskog križnog puta. Godine 2004. je utemeljio FIS, "Freunde Interartiellen Schaffens: u jednoj predstavi ujediniti različite umjetničke smjerove, glazbu, slikarstvo, recitiranje, glumu itd. U tom je razdoblju godišnje organizirao od 8 do 10 predstava u Innsbrucku, Halleu i u Hrvatskoj.
Iz pukog je hrvatskoga domoljublja učinio više za hrvatsku kulturu i njeno promicanje u svijetu nego brojni kulturnjaci koji su bili plaćeni za to, dok s druge strane, za svoj nesebični rad nije nikad dobio nikakvo službeno odlikovanje.

## Zanimljivosti
Bio je navijač splitskog Hajduka.

## Djela
- Branimir Souček, Eine Frühlingsreise zum Gedankenfluß eines verirrten Literaten oder Gerechtigkeit für Peter Handke, Thaur ; Wien : Dr.- u. Verl.-Haus Thaur, 1996., ISBN 3-85400-019-7
- Rudolf Erhard, Branimir Souček (prir.), Transit – zwischen Überleben und Überrollen. Verkehr und Umwelt im Alpenraum : mit 19 Beiträgen von namhaften Experten, Thaur in Tirol : Österreichischer Kulturverlag, 1989., ISBN 3-85395-133-3